# Triathlon ai Goodwill Games
La gara di triathlon è stata ammessa ai Goodwill Games a partire dalla III edizione, che si è svolta a San Pietroburgo in Russia nel 1994.
Il triathlon è uno sport multidisciplinare individuale articolato su tre prove di nuoto, ciclismo e corsa a piedi che si svolgono in sequenza senza interruzione. Le distanze adottate nel triathlon olimpico, sia maschile sia femminile, sono le seguenti:
- 1,5 km a nuoto
- 40 km in bicicletta
- 10 km di corsa

## Edizioni
| n°  | Anno | Città           | Paese       |
| --- | ---- | --------------- | ----------- |
| III | 1994 | San Pietroburgo | Russia      |
| IV  | 1998 | New York        | Stati Uniti |
| V   | 2001 | Brisbane        | Australia   |

### San Pietroburgo 1994

#### Élite uomini
| Pos. | Atleta             | Paese       | Totale  |
| ---- | ------------------ | ----------- | ------- |
|      | Simon Lessing      | Regno Unito | 1:55:32 |
|      | Dmitriy Gaag       | Russia      | 1:56:46 |
|      | Aleksandr Merzlov  | Russia      | 1:57:18 |
| 4    | Philippe Fattori   | Francia     | 1:57:50 |
| 5    | Nathaniel Llerandi | Stati Uniti | 1:58:02 |

#### Élite donne
| Pos. | Atleta                     | Paese       | Totale  |
| ---- | -------------------------- | ----------- | ------- |
|      | Isabelle Mouthon-Michellys | Francia     | 2:09:34 |
|      | Rina Bradshaw              | Australia   | 2:09:49 |
|      | Katie Webb                 | Stati Uniti | 2:10:01 |
| 4    | Karen Smyers               | Stati Uniti | 2:10:26 |
| 5    | Nina Anisimova             | Russia      | 2:11.25 |

### New York 1998

#### Élite uomini
| Rang | Atleta            | Paese       | Totale  |
| ---- | ----------------- | ----------- | ------- |
|      | Simon Lessing     | Regno Unito | 1:46.33 |
|      | Craig Walton      | Australia   | 1:47.24 |
|      | Laurent Jeanselme | Francia     | 1:47.40 |
| 4    | Greg Bennett      | Australia   | 1:49.27 |
| 5    | Jan Řehula        | Rep. Ceca   | 1:49.32 |

#### Élite donne
| Rang | Atleta          | Paese       | Totale  |
| ---- | --------------- | ----------- | ------- |
|      | Loretta Harrop  | Australia   | 1:59.43 |
|      | Michellie Jones | Australia   | 2:00:41 |
|      | Erika Molnar    | Ungheria    | 2:00:42 |
| 4    | Barb Lindquist  | Stati Uniti | 2:01:08 |
| 5    | Weike Hoogzaad  | Paesi Bassi | 2:01:15 |

### Brisbane 2001

#### Élite uomini
| Rang | Atleta          | Paese         | Totale  |
| ---- | --------------- | ------------- | ------- |
|      | Chris McCormack | Australia     | 1:47.26 |
|      | Hamish Carter   | Nuova Zelanda | 1:47.45 |
|      | Craig Walton    | Nuova Zelanda | 1:48.25 |
| 4    | Martin Krňávek  | Rep. Ceca     | 1:48.44 |
| 5    | Dmitriy Gaag    | Kazakistan    | 1:49.00 |

#### Élite donne
| Rang | Atleta          | Paese       | Totale  |
| ---- | --------------- | ----------- | ------- |
|      | Loretta Harrop  | Australia   | 1:59.44 |
|      | Barb Lindquist  | Stati Uniti | 2:00:24 |
|      | Nicole Hackett  | Australia   | 2:01:13 |
| 4    | Siri Lindley    | Stati Uniti | 2:02:42 |
| 5    | Sheila Taormina | Stati Uniti | 2:03:52 |

## Medagliere
| Pos. | Paese         | Oro | Argento | Bronzo |   |
| ---- | ------------- | --- | ------- | ------ | - |
| 1    | Australia     | 3   | 3       | 1      | 7 |
| 2    | Regno Unito   | 2   | 0       | 0      | 2 |
| 3    | Francia       | 1   | 0       | 1      | 2 |
| 4    | Nuova Zelanda | 0   | 1       | 1      | 2 |
| 4    | Stati Uniti   | 0   | 1       | 1      | 2 |
| 4    | Russia        | 0   | 1       | 1      | 2 |
| 5    | Ungheria      | 0   | 0       | 1      | 1 |